# むつ市立大平中学校
むつ市立大平中学校（むつしりつおおだいらちゅうがっこう）は、青森県むつ市並川町にある公立中学校。むつ市立大平小学校と施設分離型（4・3・2制）小中一貫教育を行っている。ぱあ

## 沿革
- 1963年（昭和38年）
  - 4月1日 - 大湊中学校から分離、校舎新築し、開校。
  - 8月25日 - 体育館・特別教室落成式挙行。
- 1967年（昭和42年）11月3日[3] - 校歌制定。
- 1991年（平成3年） - 新校舎完成[4]。
- 1993年（平成5年）
  - 時期不明 - 新体育館完成[4]。
  - 11月23日 - 校舎改築落成式挙行[5]。

## 生徒数
2024年（令和6年）現在
| 学年 | 1年 | 2年 | 3年 | 特別支援 | 合計 |
| ---- | --- | --- | --- | -------- | ---- |
| 学級 | 3   | ２  | 2   | 2        | 9    |
| 生徒 | 75  | 65  | 69  | 5        | 214  |

## 学区
- 山田町、真砂町、文京町、荒川町、松森町、旭町、並川町、大平町、大湊新町、中央二丁目、越葉沢[6]

## アクセス
- JR東日本大湊線大湊駅から、徒歩約1.1km・約17分。

## 参考資料
- 『青森県教育史 別巻』（青森県教育委員会・1973年12月20日発行）「学校沿革 中学校」894頁「大平中学校」